# SLM
SLM é o conjunto de processos associados ao estabelecimento, monitoramento e revisão dos Acordos de Nível de Serviços (Service Level Agreements - SLAs).
Os SLAs são contratos que definem os serviços que serão prestados e as responsabilidades que cada parte, prestador de serviço e Cliente, possuem.